# Observatorio de Junk Bond
El Observatorio de Junk Bond (en inglés: Junk Bond Observatory) se encuentra en Sierra Vista, Arizona en el desierto de Sonora al sur de Estados Unidos.
Establecido en su patio trasero en 1996, el observador David Healy comenzó utilizando un Celestron 14 SCT y un telescopio Meade LX200 de 16 pulgadas en un refugio de roll-off. En 2000, un 20 Ritchey - Chrétien se instaló, que fue reemplazado por un 32 Ritchey en 2004.
Las búsquedas de asteroides comenzaron en 1998 mediante una red de ordenadores y software de búsqueda local. El primer descubrimiento de un asteroide, llamado (38203) Sanner, en honor a Glen Sanner, se realizó en junio de 1999 por Jeff Medkeff y David Healy. De los descubrimientos de asteroides que se cuenta en más de 400, 68 se realizaron entre 1999 y 2001.